# Castell de Mir
El Complex del Castell de Mir (belarús: Мірскі замак),és un castell, situat a la ciutat de Mir al Districte de Kareličy a la Voblast de Hrodna,està inscrit a la llista del Patrimoni Mundial de la Humanitat a Belarús per la UNESCO des del 2000. Està a 29 km al nord-oest d'un altre lloc del Patrimoni Mundial de la Humanitat,el Castell de Niasvij.

## Història

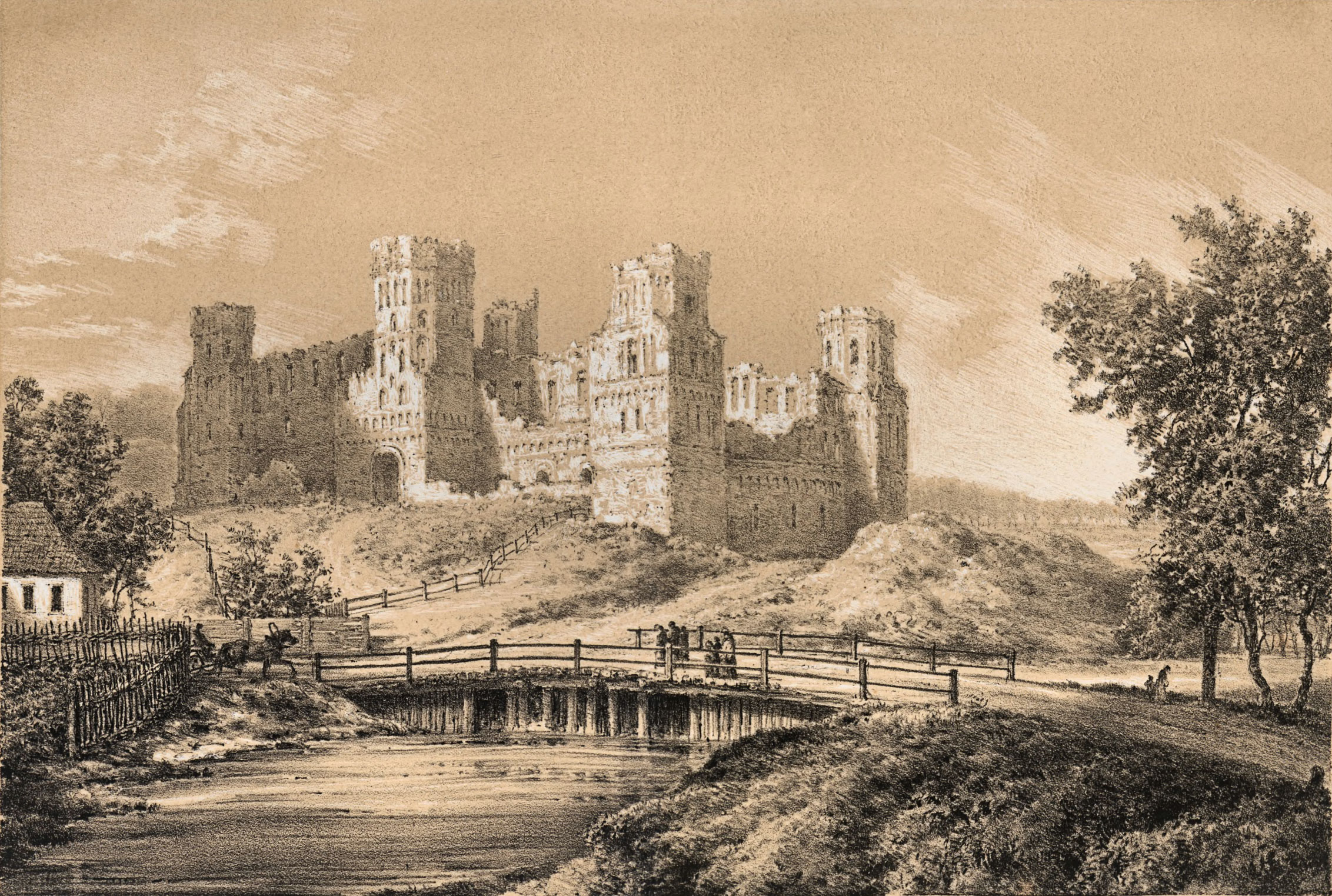
Dibuix de Napoleó Orda, 1876.

La construcció del castell va començar a finals del segle xv, amb arquitectura d'estil gòtic. Edifici del castell va ser completat per Duke Ilinich a principis de segle xvi prop del llogaret Mir (abans de Minsk guberniya). Al voltant de 1568 el castell de Mir va passar a mans de Duke Radvila lituà, qui va finalitzar la construcció del Castell en l'arquitectura d'estil renaixentista. Es va construir un palau de tres plantes al costat dels murs est i nord del castell. Les façanes revocades en guix van ser decorades amb portals de calcària, plaques, balconades i porxos.
Després de ser abandonat per gairebé un segle i patint greus danys durant el període napoleònic, el castell va ser restaurat a finals del segle xix. El 1813, després de la mort de Dominik Radzivil, el castell va passar a mans de la seva filla Stefania, que es va casar amb Ludwig zu Sayn-Wittgenstein-Berleburg. El castell més tard va caure en mans de la seva filla Maria, que es va casar amb el Príncep Chlodwig Hohenloche-Schillingsfürst. El seu fill, Maurice Hohenloche-Schillingsfürst vengué el castell a Nikolaj Sviatopolk-Mirski, del clan Bialynia, el 1895. Nikolaj, fill de Michail va començar a reconstruir el castell d'acord amb els plans de l'arquitecte Teodor Bursze. El Sviatopolk-Mirski de propietat familiar el castell fins a 1939. Durant la Segona Guerra Mundial, que va arribar sota el domini de la força d'ocupació nazi i va servir com un gueto per a la població jueva local abans de la seva liquidació.
Entre 1944 i 1956, el castell va ser utilitzat com una instal·lació d'habitatges, el que va danyar l'interior del castell.

## Galeria d'imatges

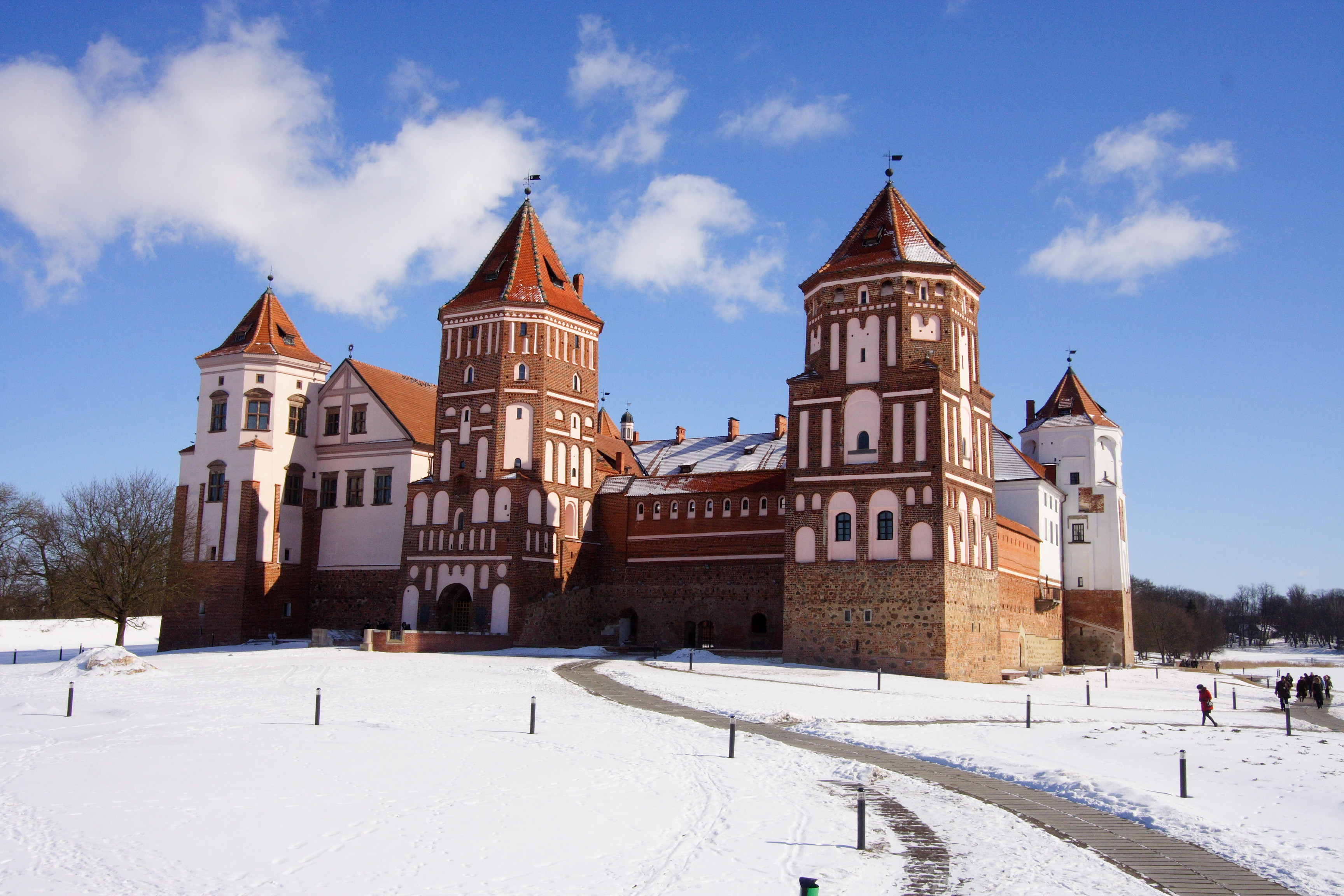
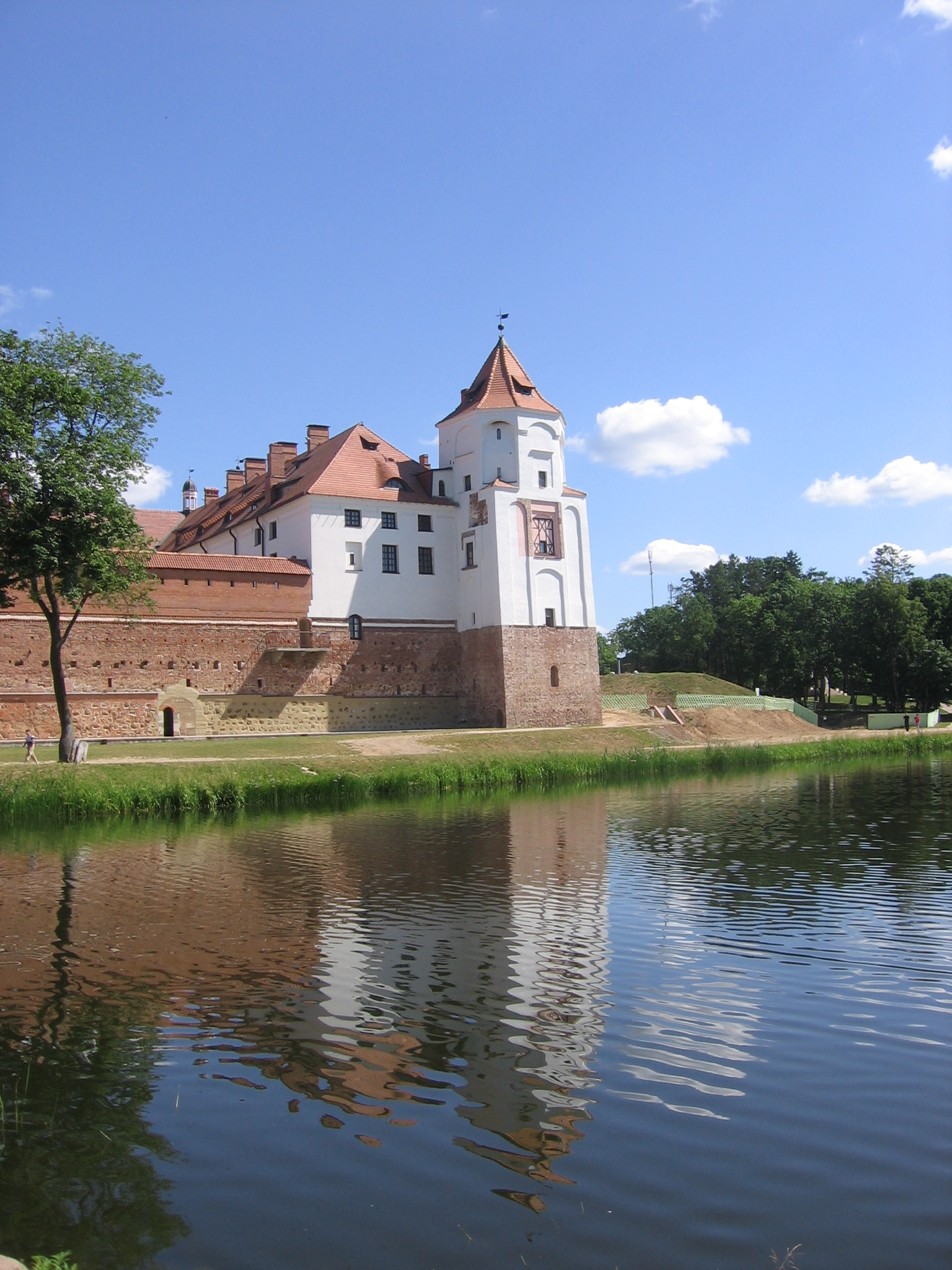
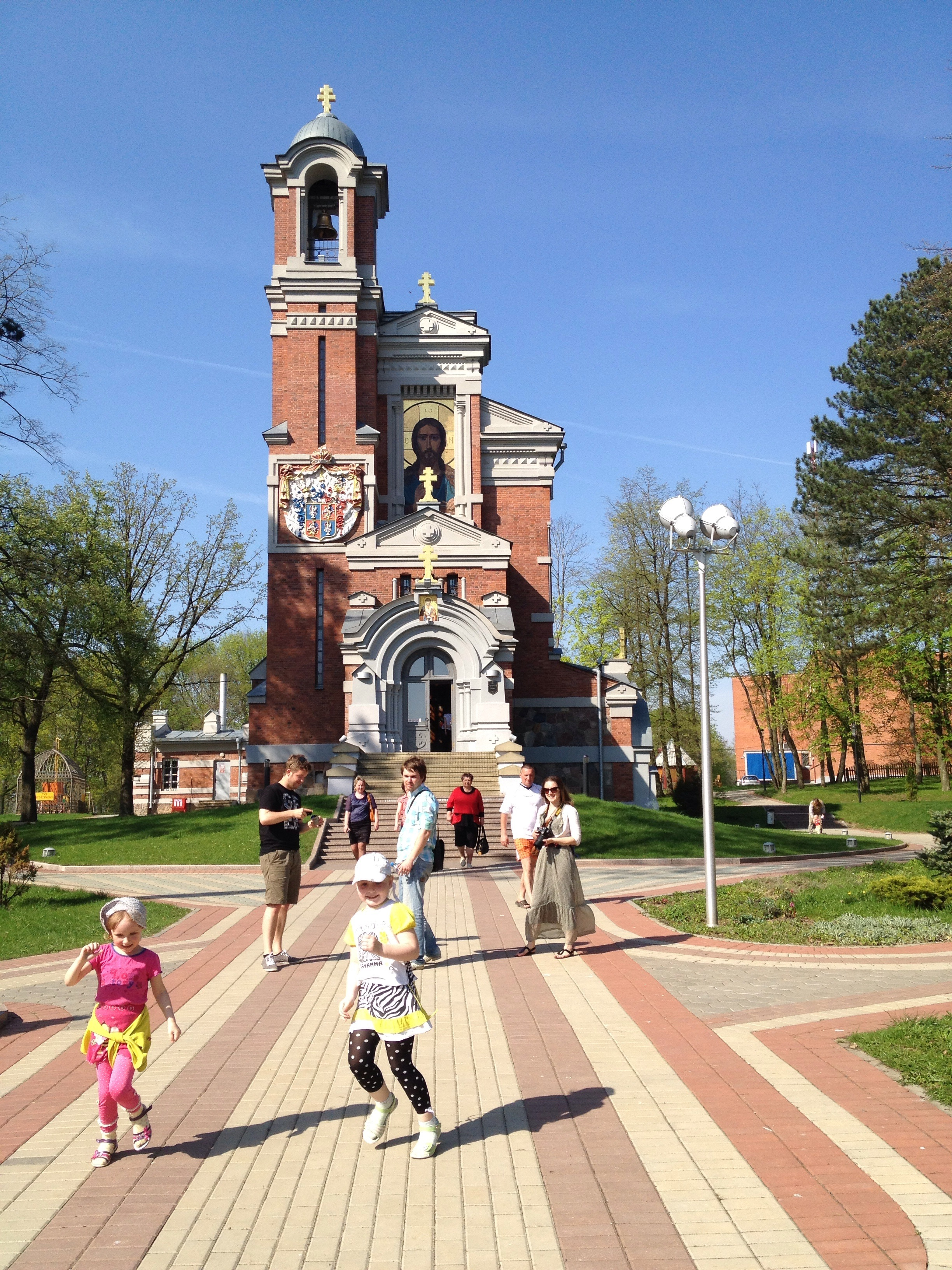
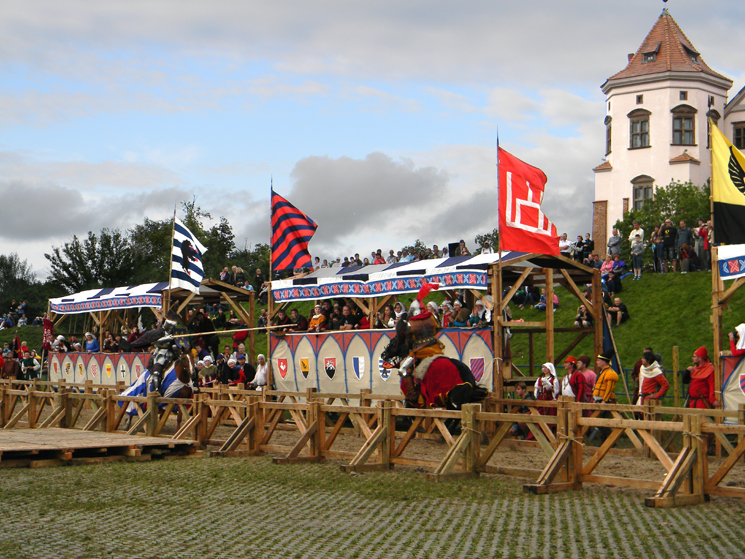
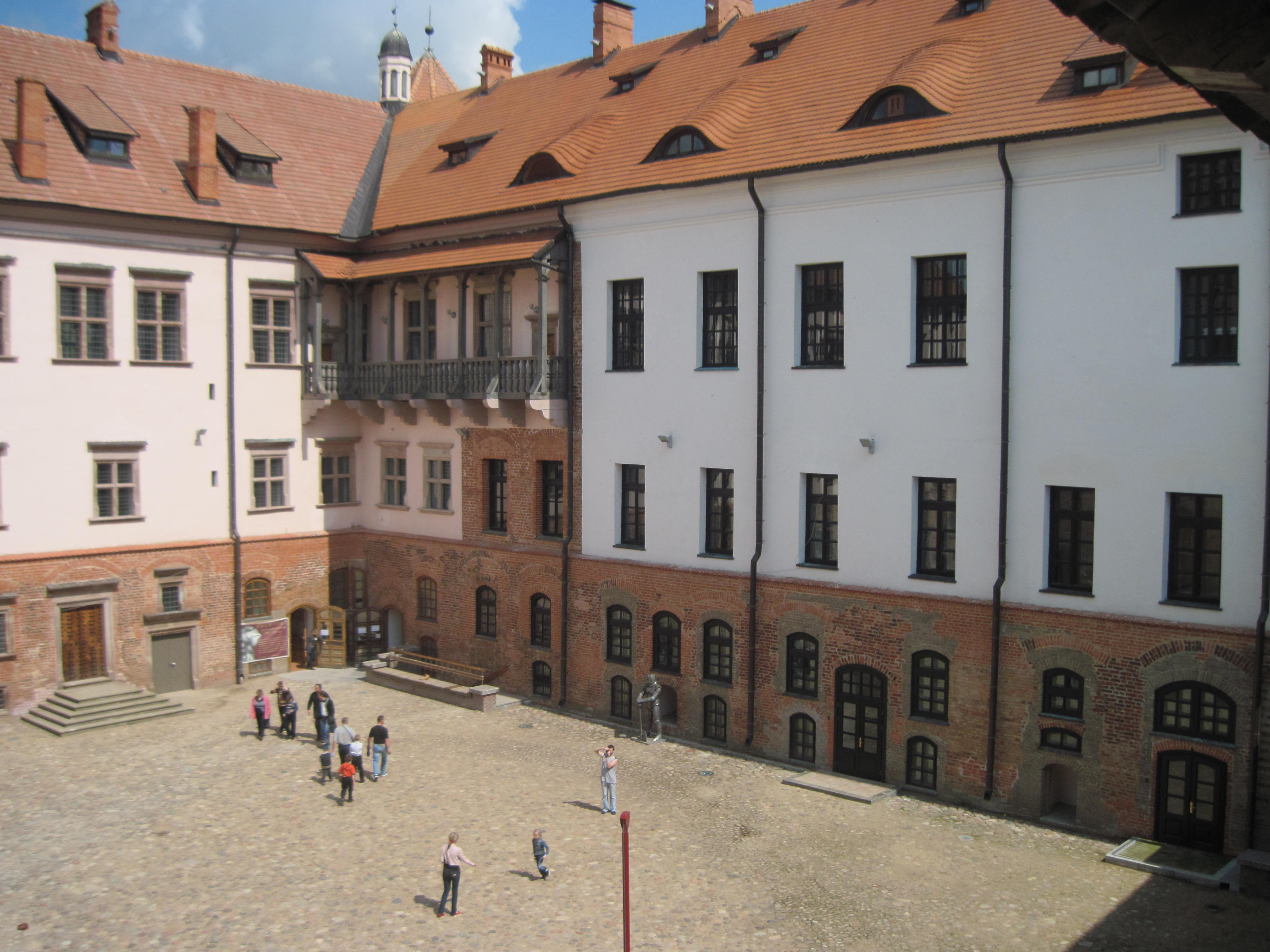
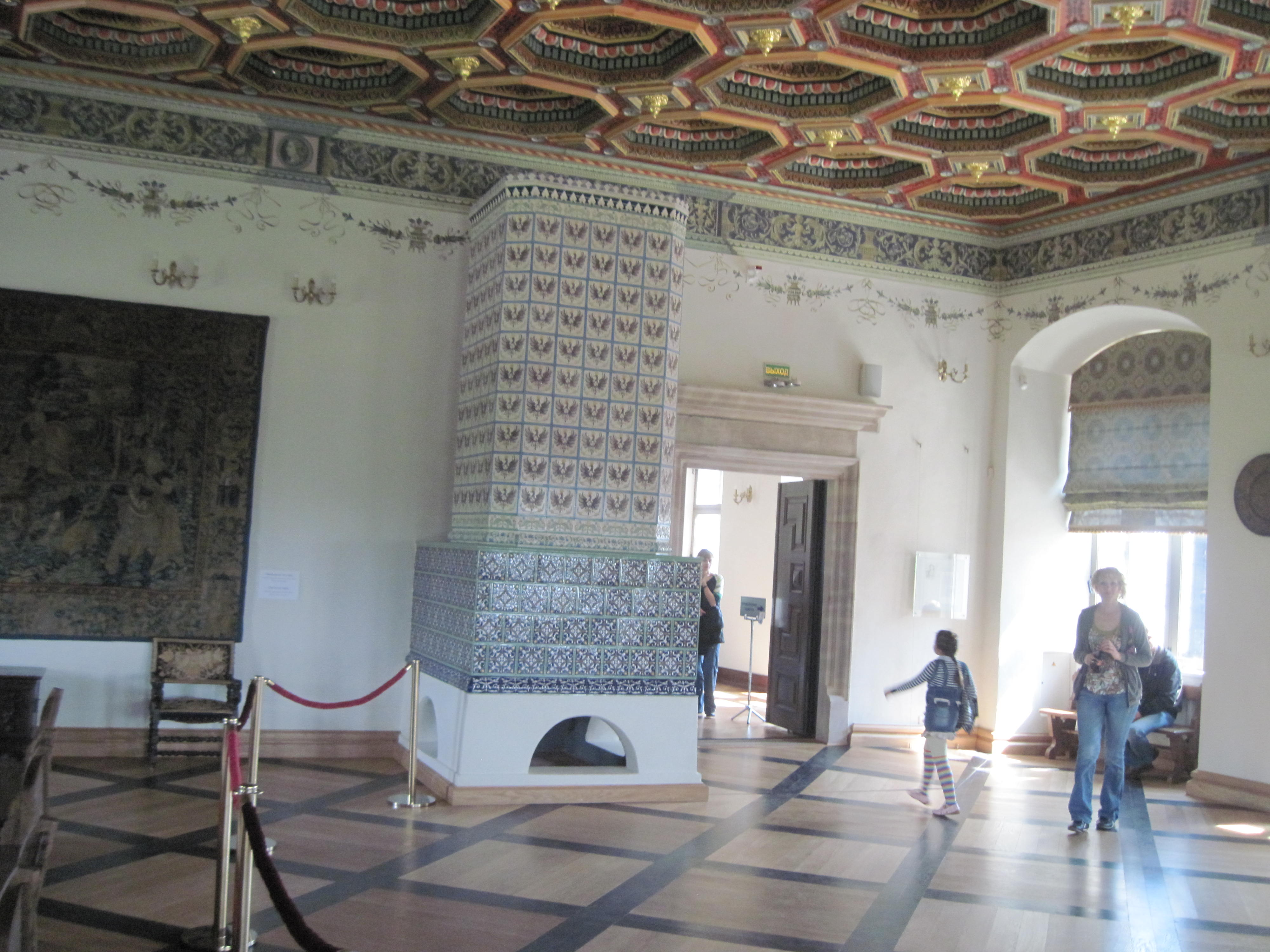
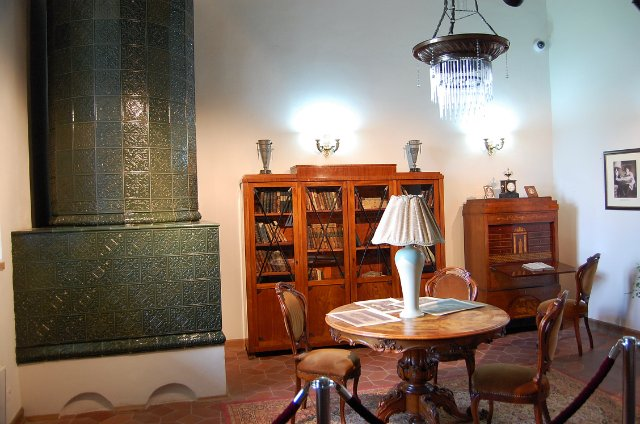
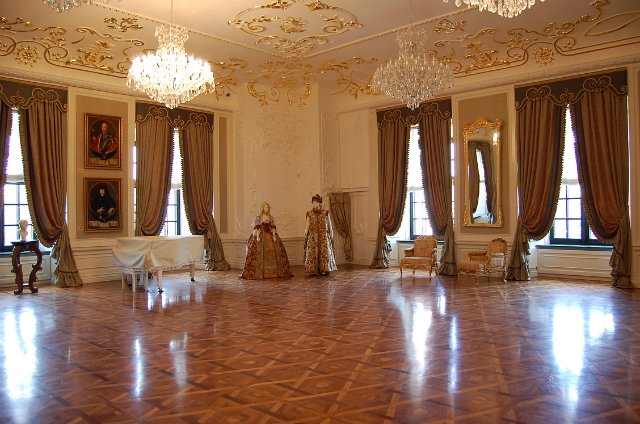
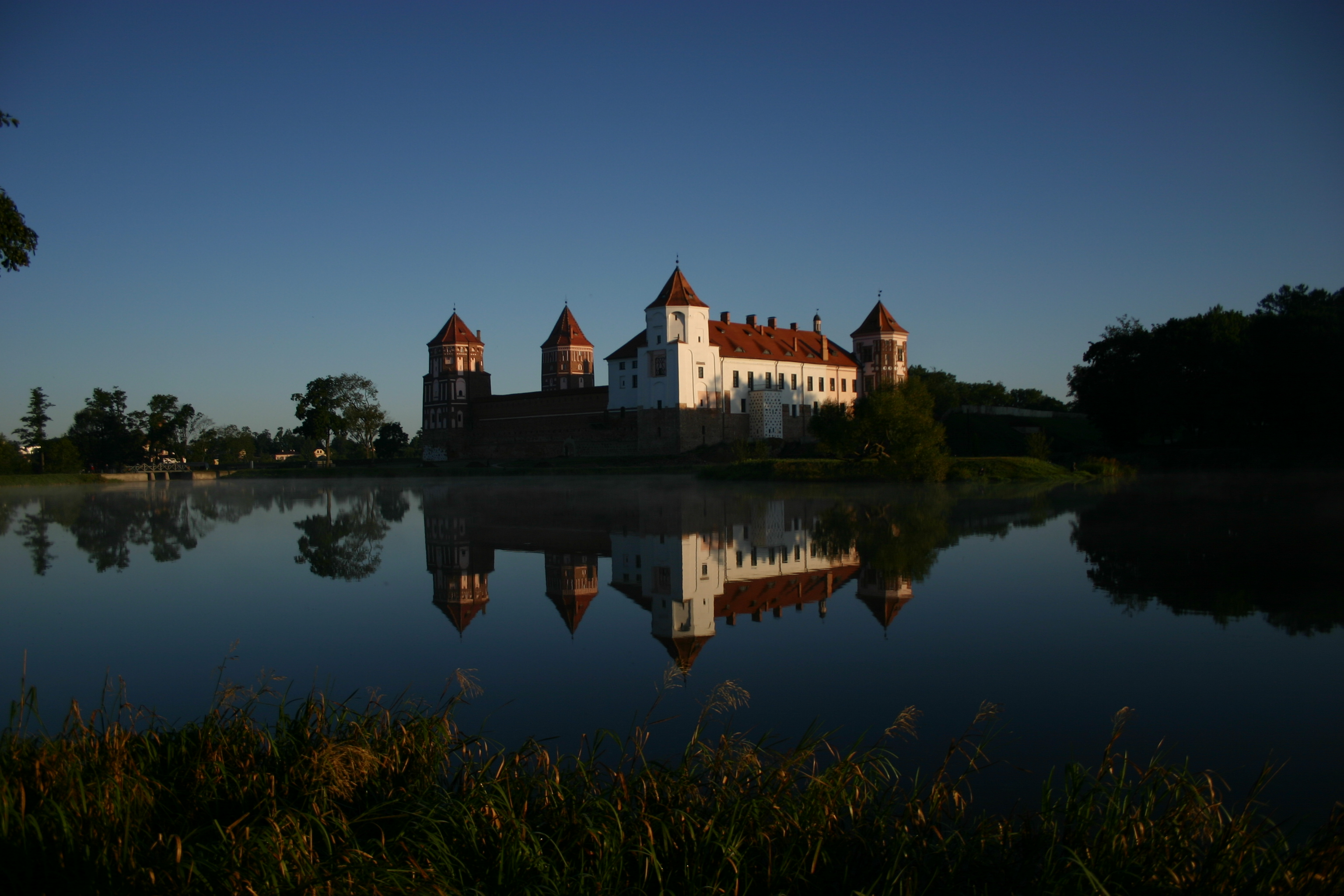